# Lasse Holmgaard
Lasse Holmgaard (født 10. april 1981) er en dansk fodboldspiller. Han har spillet som forsvarspiller og på den defensive midtbane i AC Horsens i Superligaen og senere i Lolland-Falster Alliancen.
Han var fra 2009 til 2018 spillende træner i den bornholmske klub NB Bornholm, hvor han delte trænerarbejdet sammen med sin storebror Flemming Holmgaard.
Fra 1. juli 2018 er han ny træner for Boldklubben Frem. Han forlod Frem i sommeren 2019.
Den 5. oktober 2020 blev han ansat som ny cheftræner for Brønshøj Boldklub.